# Greatest Hits (Kylie-Minogue-Album)
Greatest Hits ist das erste offizielle Best-of-Album der australischen Popsängerin Kylie Minogue, das im August 1992 erschien. Es beinhaltet alle bis zu diesem Zeitpunkt weltweit veröffentlichten Singles sowie drei neue Songs.
Insgesamt 19 Hits der vorangegangenen vier Studioalben vereinte die Kompilation, von denen sich 16 in den britischen Top Ten platzieren konnten (davon fünf auf Platz eins). In Deutschland platzierten sich immerhin vier in den Top Ten – darunter ihre Nummer eins „I Should Be So Lucky“. Außerdem sind die lokalen Veröffentlichungen „Turn It Into Love“ (Platz 1 in Japan) und „It's No Secret“ (Platz 37 in den USA) enthalten. Die drei neuen Songs waren „Where In The World?“, „What Kind Of Fool (Heard All That Before)“ und das Kool-&-the-Gang-Cover „Celebration“. Die letzten beiden wurden als Single veröffentlicht. Besonders das Video zu „What Kind of Fool (Heard All That Before)“, eine ironische Brigitte-Bardot-Parodie, lief erfolgreich auf den Musiksendern. Allerdings platzierte sich die Single nur noch schlecht, selbst in den UK-Charts, in denen Kylie zuvor ihre größten Erfolge gefeiert hatte.
Minogue beendete mit dieser Veröffentlichung ihre erfolgreiche Zusammenarbeit mit dem Produzententeam Stock Aitken Waterman aufgrund künstlerischer Differenzen: Das Produzententeam, das den Großteil der enthaltenen Hits geschrieben hatte, hatte Minogue erst zuletzt Mitspracherecht bei der Songauswahl und Promotion gewährt. Minogue konnte auch nicht das Albumcover verhindern, welches sie als „nettes Mädchen von nebenan“ zeigte und gar nicht mehr ihrem eigenen Imageansprüchen entsprach, was sie allerdings erst zwei Jahre später als „Indie-Kylie“ unter Beweis stellen konnte.

## Titelliste
1. I Should Be So Lucky
2. Got to Be Certain
3. The Loco-Motion
4. Je Ne Sais Pas Pourquoi
5. Especially for You (Duett mit Jason Donovan)
6. Turn It Into Love
7. It’s No Secret
8. Hand On Your Heart
9. Wouldn’t Change a Thing
10. Never Too Late
11. Tears on My Pillow
12. Better the Devil You Know
13. Step Back in Time
14. What Do I Have to Do
15. Shocked (DNA Remix)
16. Word Is Out
17. If You Were with Me Now (Duett mit Keith Washington)
18. Give Me Just a Little More Time
19. Finer Feelings
20. What Kind of Fool (Heard All That Before)
21. Where in the World?
22. Celebration

## Kommerzieller Erfolg

### Chartplatzierungen
| ChartsChartplatzierungen     | Höchstplatzierung | Wochen |
| ---------------------------- | ----------------- | ------ |
| Australien (ARIA)            | 3 (15 Wo.)        | 15     |
| Deutschland (GfK)            | 81 (4 Wo.)        | 4      |
| Vereinigtes Königreich (OCC) | 1 (11 Wo.)        | 11     |

### Auszeichnungen für Musikverkäufe
| Land/Region                  | Auszeichnungen für Musikverkäufe (Land/Region, Auszeichnung, Verkäufe) | Verkäufe |
| ---------------------------- | ---------------------------------------------------------------------- | -------- |
| Australien (ARIA)            | Platin                                                                 | 70.000   |
| Vereinigtes Königreich (BPI) | Platin                                                                 | 300.000  |
| Insgesamt                    | 2× Platin ·                                                            | 370.000  |

Hauptartikel: Kylie Minogue/Auszeichnungen für Musikverkäufe